# Atractus turikensis
Espèce
Atractus turikensis est une espèce de serpents de la famille des Dipsadidae.

## Répartition
Cette espèce est endémique de l'État de Zulia au Venezuela. Elle se rencontre à 1 800 m d'altitude dans la Serranía de Perijá.

## Étymologie
Son nom d'espèce, composé de turik et du suffixe latin -ensis, « qui vit dans, qui habite », lui a été donné en référence au lieu de sa découverte, le Mesa Turik dans la partie centrale de la Serranía de Perijá.

## Publication originale
- Barros, 2000 : Una nueva especie de Atractus (Serpentes: Colubridae) de la Sierra de Perija, Estado Zulia, Venezuela. Anartia, vol. 11, p. 1-10.